# Tanyu Kiryakov
Tanyu Kiryakov est un tireur sportif bulgare né le 2 mars 1963 à Roussé en Bulgarie. Il est double champion olympique, en 1988 à Séoul en pistolet 10m et en 2000 à Sydney dans l'épreuve du pistolet 50m.

## Palmarès
source.
- 1988, J.O. de Séoul : tir au pistolet de 10 m : médaille d'or
- 1996, J.O. d'Atlanta  : tir au pistolet de 10 m : médaille de bronze
- 2000, J.O. de Sydney : tir au pistolet de 50 m : médaille d'or